# Eduardo Castrillo
Eduardo De Los Santos Castrillo (Santa Ana, Manila, 31 de octubre de 1942-Muntinlupa, 18 de mayo de 2016) fue un escultor filipino, nacido en el distrito de Santa Ana de Manila.
Fue el más joven de los cinco hijos de Santiago Silva Castrillo, joyero, y Magdalena De Los Santos, actriz principal en zarzuelas y concursos de Semana Santa en Makati, Filipinas. Castrillo fue galardonado por el Patrimonio Cultural de la República. También era artista de la joyería y diseñador.

## Principales obras
- La Piedad 1971, Loyola Memorial Park, Paranaque
- Fate of the Oppressed - El destino del oprimido 1971
- Spirit of Pinaglabanan - Espíritu de Pinaglabanan 1974, San Juan, Metro Manila
- The Redemption - La Redención de 1974, Loyola Memorial Park, Marikina
- Pagbubungkas 1975, Philippine Heart Center of Asia
- Rajah Sulayman 1976, Malate
- Mag-Ilusyon 1976, ciudad de Legazpi, Albay
- The Redemption - Redención de 1977, Metrobank Plaza, de Makati
- Cry of Tondo - Grito de Tondo 1978, Isla Putting Bato Tondo
- The Heritage of Cebu - El Patrimonio de Cebú 1995, Cebu City, Cebu